# Amatori Hockey Lodi 1990-1991
Questa voce raccoglie le informazioni riguardanti l'Amatori Hockey Lodi nelle competizioni ufficiali della stagione 1990-1991.

## Maglie e sponsor
Lo sponsor ufficiale per la stagione 1990-1991 fu Faip.
| 1ª divisa |

## Organigramma societario
- Presidente: Mazzuccato